# Сиксо
Сиксо (мађ. Szikszó, слч. Siksov) град је у Мађарској. Сиксо је један од важнијих градова у оквиру жупаније Боршод-Абауј-Земплен.
Сиксо је имао 5.988 становника према подацима из 2001. године.

## Географија
Град Сиксо се налази у североисточном делу Мађарске. Од престонице Будимпеште град је удаљен око 200 километара североисточно. Град се налази у крајње североисточном делу Панонске низије, близу леве обале реке Тисе. Надморска висина града је око 115 m.

## Партнерски градови
- Dro
- Совата
- Валдемс

## Галерија
- Сиксо и пољопривредно залеђе
- Римокатоличка црква
- Реформатска црква
- Евангелистичка црква